# Đurđevački peski
Đurđevački peski este o arie protejată (sit de importanță comunitară — SCI) din Croația întinsă pe o suprafață de 23,54 ha, integral pe uscat.

## Localizare
Centrul sitului Đurđevački peski este situat la coordonatele 46°01′43″N 17°05′57″E / 46.028672°N 17.09915°E.

## Înființare
Situl Đurđevački peski a fost declarat sit de importanță comunitară în iulie 2013 pentru a proteja 1 specie de animale.

## Biodiversitate
Situată în ecoregiunea continentală, aria protejată conține 2 habitate naturale: Dune continentale panonice, Stepe panonice nisipoase.
La baza desemnării sitului se află o specie protejată de  nevertebrate: Euplagia quadripunctaria.
Pe lângă speciile protejate, pe teritoriul sitului au mai fost identificate 2 specii de plante.